# 宮原知子
宮原 知子（みやはら さとこ、1998年3月26日 - ）は、2010年代から2020年代にかけて活躍した日本のフィギュアスケート選手（女子シングル）で現在はプロスケーター、解説者。日本スケート連盟理事。2018年平昌オリンピック日本代表（4位入賞）。2015年世界選手権2位、2018年世界選手権3位。

## 人物
両親が医師という家庭に育った。両親の都合により、幼少期から7歳（小学2年生）までアメリカ合衆国テキサス州ヒューストンで生活していた。スケートを始めたのは4歳のとき。両親に『やってみる？』と言われて、滑ってみたら楽しかったから続けたとのこと。スケート教室には、5歳の時から通い始めた。後に京都に戻り、濱田美栄コーチの元で指導を受けている。
立命館小学校を経て、関西大学中等部に進学。2013年3月に同校を、また2016年2月13日には関西大学高等部を、それぞれ卒業した。高校卒業時の論文は「五輪の魔物」論。同年4月より関西大学文学部に入学、2021年卒業。
2017年4月、翌年の平昌五輪を見据えて競技に集中するため、在籍する関西大学を休学し、住宅メーカーの木下工務店などを傘下とする「木下グループ」と嘱託契約を結んだ。2018年2月の平昌オリンピック（韓国）をまたぐ複数年契約の予定。日本オリンピック委員会・2017-18年度選手強化キャンペーンのシンボルアスリート制度適用選手。2018年4月、関西大学2回生として復学。
2019年に紀平梨花選手とともにコーセーはアンバサダー契約を締結。2021年3月、関西大学を卒業した。
将来の夢はオリンピックで金メダルを取ること、スポーツ医になること。趣味は料理、読書、本気のウィンドウショッピング、長風呂。好きな食べ物はパイナップルとチーズ。学力においては、中等部在学の頃は外部の模擬試験でも学年上位に入っていたほか、当時すでに英検2級を取得しており海外遠征においても通訳無しで対応できる。
性格は寡黙で引っ込み思案であるが、内に秘めた闘志は熱いものを持っている。真面目で練習量も多く、黙々といつまでも練習するタイプである。学校が終わると毎日まっすぐにリンクに向かい練習する。そのため濱田美栄コーチから、今まで指導した選手の中で一番努力家であると評価されている。スタミナがあり、病気とけがにも強い選手であると評されていた。
2017年1月に左股関節疲労骨折という大きな怪我を経験したときは、国立スポーツ科学センターでのリハビリを経て精神的にも大きく成長。だがその後もケガと体調不良がことごとく続き、平昌五輪前の2017年10月に濱田コーチから宮原へ「焦らないで、5年後の2022年北京オリンピックを目指しましょう」を声を掛けるほど絶望視する状況だった。それでも2017年12月の全日本選手権で4連覇を達成、平昌五輪日本代表を決めた際に濱田コーチは「スケーティングしかできない状態でも、辛抱強くできることをずっとやり続けるすごさというのを見て、私も勉強になった」と言われるまでになった。
尊敬する人はイタリアのカロリーナ・コストナー選手。

## 経歴

### ジュニア時代

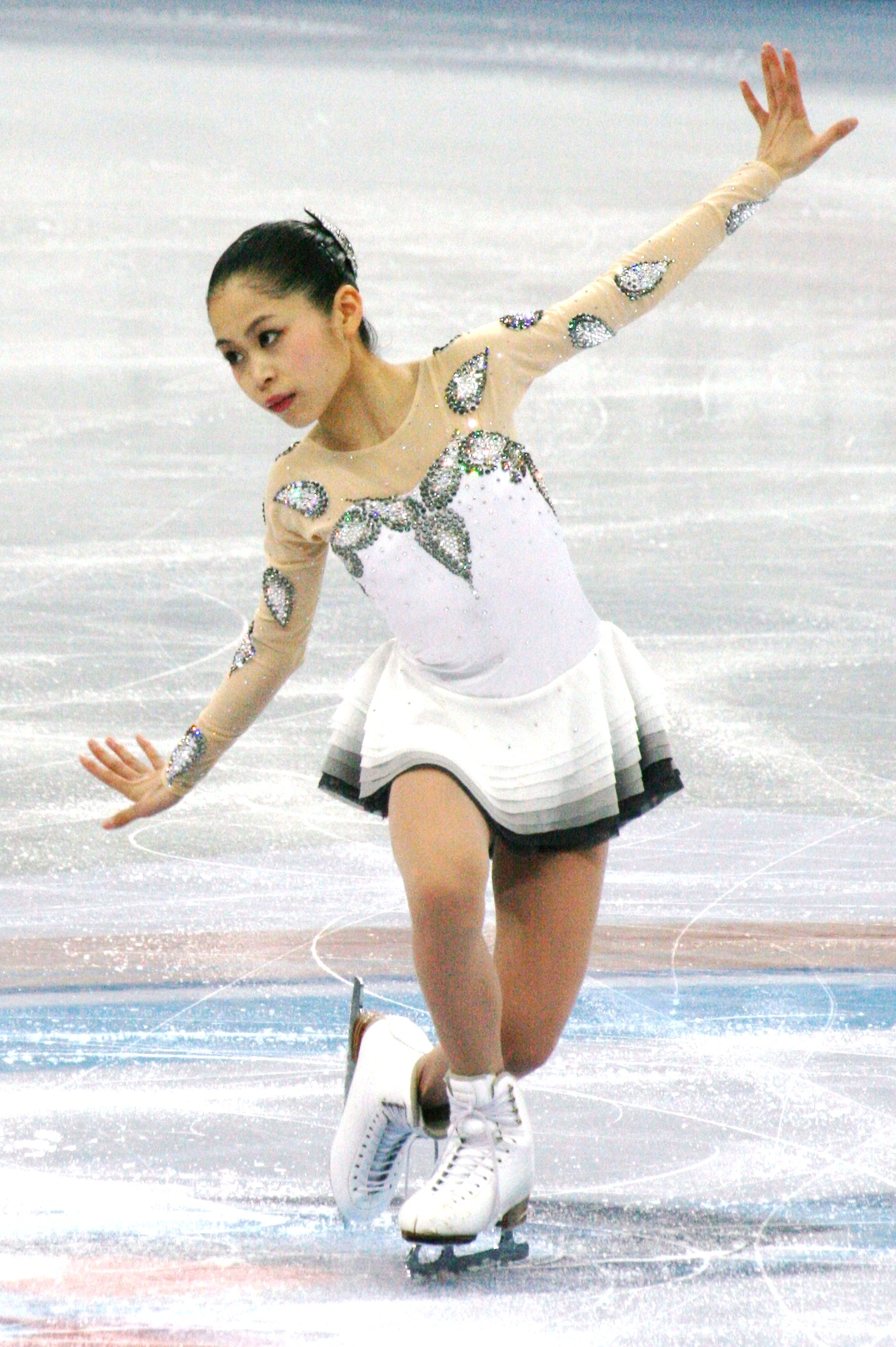
2012年JGPファイナルでの宮原の演技

2011-2012シーズン、初のジュニアグランプリシリーズとなるJGPバルティック杯において、自己ベスト162.20点を記録し、JGPファイナルで優勝したユリア・リプニツカヤ（ロシア）に次ぐ2位となった。11月27日、青森県八戸市のテクノルアイスパーク新井田で行われた全日本ジュニア選手権にジュニアとして初参戦し、13歳8か月で優勝した。得点は、2004年に同大会で浅田真央が出した172.13点を超える172.17点を記録し、2位に18.75点の差をつけ圧勝した。ショートプログラムでは3回転フリップ+3回転トウループを決め、フリーでも3回転ルッツ+3回転トウループを初めて成功させ、ショート・フリーともにシーズンで初めてミスのない演技となった。12月25日、大阪府門真市のなみはやドームで行われた全日本選手権においては、ショートプログラムでジャンプ及びステップで転倒し、15位と出遅れるものの、フリーではほぼミスのない演技で116.79点（技術点は、全選手中トップの65.59点）を記録し、鈴木明子、浅田真央に次ぐ3位となり、総合では6位となった。2012年3月にベラルーシのミンスクで行われた世界ジュニア選手権に代表として出場し、4位に入賞した。
2012-2013シーズン、JGPレークプラシッド大会において、ショート・フリーともに1位の成績でJGPシリーズ初優勝を果たした。トルコのイスタンブールで開催されたJGPボスポラス大会では3位入賞を果たし、総合ランキング4位で、12月にロシアのソチで開催されるJGPファイナル進出を決めた。西東京市で開催された全日本ジュニア選手権では2連覇を果たし、自己の持つ大会記録を更に更新した。JGPファイナルでは、ショートで3回転の連続ジャンプが単独になるミスがあり5位。フリーは大きなミスなく滑りきったが、フリーも5位、総合で5位となった。札幌市で開催された全日本選手権において、ショートは回転不足以外のミスはなく3位となる。フリーは3Loがダウングレード判定となったが、その後は安定した滑りで3位となり、総合でも3位と全日本選手権での初めての表彰台となった。2013年3月にイタリアのミラノで行われた世界ジュニア選手権に代表として出場したが、多くのジャンプで回転不足判定を受け、総合7位となった。

### シニア以降

#### 2013–2014シーズン：シニアデビュー
シニアのGPシリーズ初参戦となったNHK杯では、一番滑走のショートプログラムで冷静に滑りきったもののフリーでミスが出て5位。ロステレコム杯ではフリーで3回転ルッツ+3回転トウループを決めたが、その後のジャンプに転倒があり5位となった。全日本選手権では、ショートプログラムで3回転ルッツ+3回転トウループをクリーンに着氷させ66.52点をマーク。フリーでも大きなミスはなかったが、他の選手が得点を伸ばしたため総合4位となり、ソチオリンピック代表選出はならなかった。四大陸選手権では、フリーで3回転ルッツ+3回転トウループをクリーンに着氷させるなどミスのない演技をみせ、フリー及びトータルスコアで自己最高得点をマークし、ISU主催のシニアの大会で初の表彰台となる総合2位となった。

#### 2014–2015シーズン：世界選手権銀メダル
CSロンバルディア杯で優勝する。GPシリーズのスケートカナダ及びNHK杯はともに日本女子最高位の3位だったが、GPファイナル進出はならなかった。長野市で開催の全日本選手権ではショートプログラム2位発進だったが、フリーでほぼ完璧な演技を披露し、ショートプログラム1位の本郷理華を逆転して初優勝を果たした。四大陸選手権ではショートプログラムで自己ベストを更新しトップに立ったが、フリーではジャンプミスが響いて得点が伸びず、結果2年連続の総合2位となる。世界選手権ではSショートプログラム・フリーともに自己ベストを更新し、初出場で銀メダルを獲得した。初出場となった4月開催の国別対抗戦ではショートプログラムでジャンプのミスがあり6位と出遅れるが、フリーでは自己ベストの129.12点を記録し3位となった。同大会で日本チームは銅メダルを獲得している。

#### 2015–2016シーズン：GPファイナル銀メダル、四大陸選手権優勝

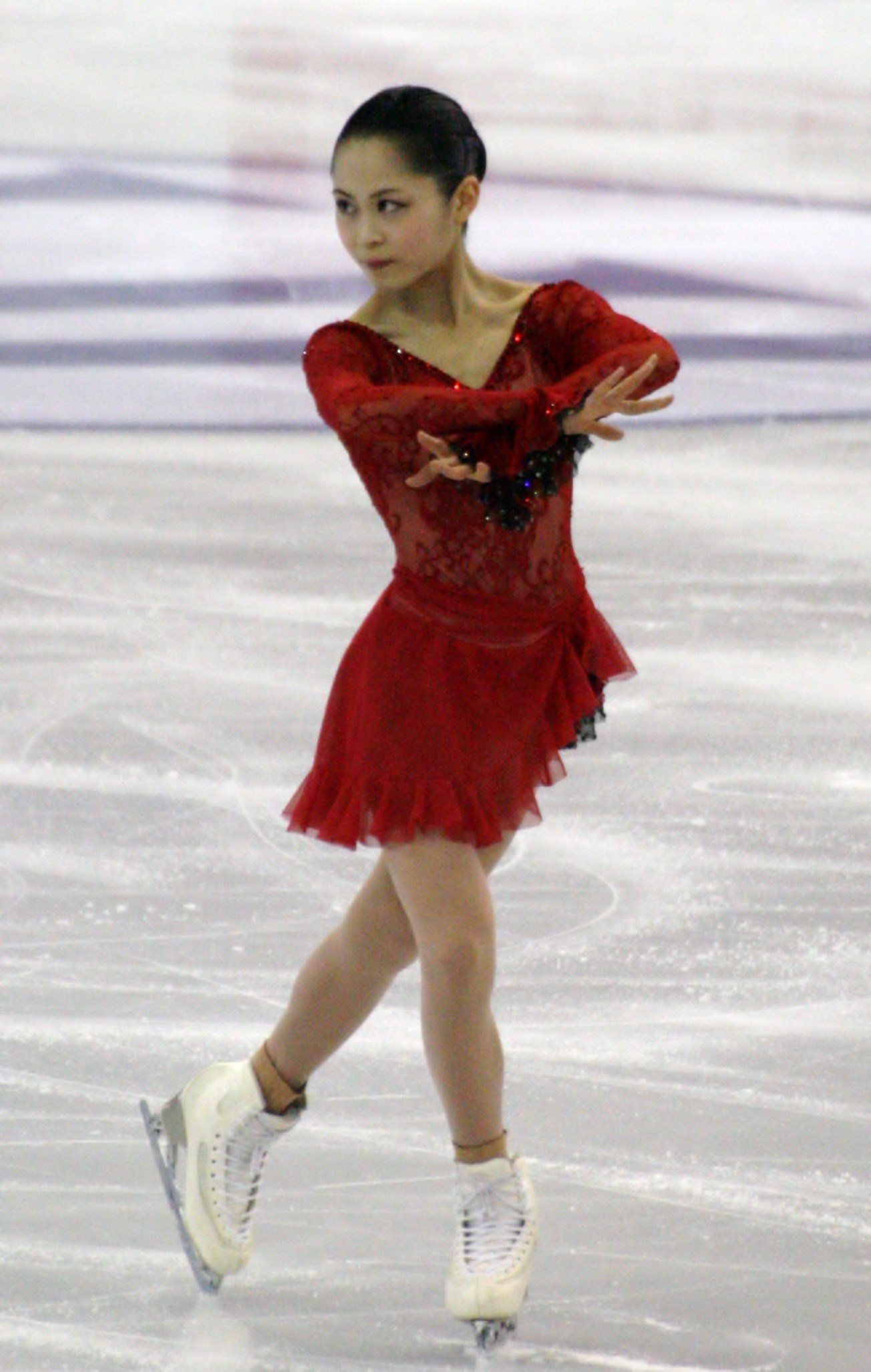
2015年GPファイナルのショートプログラム

初戦のUSクラシックで優勝。GPシリーズのスケートアメリカで3位、続くNHK杯ではショートプログラム・フリーともに自己ベストを更新し、自身初、日本人3人目となる200点台をマークし優勝。その結果により、自身初となるGPファイナル出場が決定する。初出場となったGPファイナルではショートプログラムで4位、自身初の140点台をマークし2位となり、総合2位で銀メダルを獲得した。
全日本選手権では樋口新葉、浅田真央などを抑えショートプログラム・フリーともにトップで2連覇を飾る。3度目の出場となった四大陸選手権では、ショートプログラム・フリーともに自己ベストを更新し、自身初となるシニアの主要国際大会優勝を果たした。2年連続の出場となった世界選手権では5位となる。

#### 2016–2017シーズン：GPファイナル2年連続銀メダル
初戦のUSクラシックは前年に続き2年連続優勝。GPシリーズではスケートカナダで3位、NHK杯で2位と両大会でメダルを獲得し、2年連続のGPファイナル出場が確定した。GPファイナルではショートプログラム・フリーともに自己ベストを出し、日本人女子歴代最高得点の総合218.33点で2度目の銀メダルを獲得した。全日本選手権では、ショートプログラム・フリーともに首位を守り浅田真央以来の3連覇を達成した。
ところが、翌2017年1月に全治4週間の左股関節疲労骨折の診断を受け、2月に出場が決まっていた四大陸選手権と冬季アジア大会の欠場を発表した。その後、世界選手権に向けて回復を待ち調整を進めたが、痛みが取り切れずに同選手権も欠場した。3月下旬から4月までの1ヶ月間氷上を離れ、国立スポーツ科学センターでのリハビリを行った。

#### 2017–2018シーズン：平昌オリンピック4位入賞、世界選手権銅メダル
5月から氷上練習を本格的に再開した。左足の捻挫や体調不良などがありながらも、左股関節の疲労骨折は順調な回復を見せた。ただ、故障の原因ともなった骨密度低下 の回復に時間がかかり、ジャンプ練習を再開した8月頃に右股関節の骨挫傷を発症、再び氷上を離れることを強いられた。1ヶ月後再び氷上練習を再開するも、回復した左股関節の再発や、さらなる故障を危惧したため、10月上旬に出場を予定していたフィンランディア杯を欠場した。その間練習量を制限していた中で、負担の少ないスケーティング技術やスピン、表現力などを磨き続け、良好な検査結果を受けて10月からジャンプ練習を再開。
11か月振りの復帰戦となったGPシリーズ初戦のNHK杯では、ショートプログラム・フリーともにミスが出て5位に。満足の行く結果は残せなかったが、体調面では順調な回復ぶりに笑顔も見せた。2戦目のスケートアメリカでは、ショートプログラムで1位、フリーもほぼミスなくまとめ、自己ベストに迫る得点で初優勝を遂げた。GPシリーズの優勝は2015年のNHK杯以来2年ぶり2度目、怪我からの完全復活を遂げた。また、この優勝でGPファイナル出場順位の7位（次点出場候補者）となり、12月1日にエフゲニア・メドベージェワ（ロシア）が故障で同大会を辞退した為に繰り上がりで出場が決定した。ファイナルでは総合5位となり3年連続の表彰台とはならなかったが、演技構成点では全体の3位と高い評価を受けた。続く全日本選手権ではショートプログラムは僅かなミスにとどめ坂本花織に次ぐ2位。フリーでは147.16点という高得点を獲得して1位になり、総合得点でも全日本選手権女子歴代最高得点の220点越えの高得点で優勝、浅田真央以来の全日本4連覇を達成するとともに、平昌オリンピックの日本代表入りを決めた。オリンピック前哨戦ともいえる四大陸選手権では、ショートプログラムで首位発進。しかし、フリーでは転倒などのミスが重なり3位と順位を落とした。

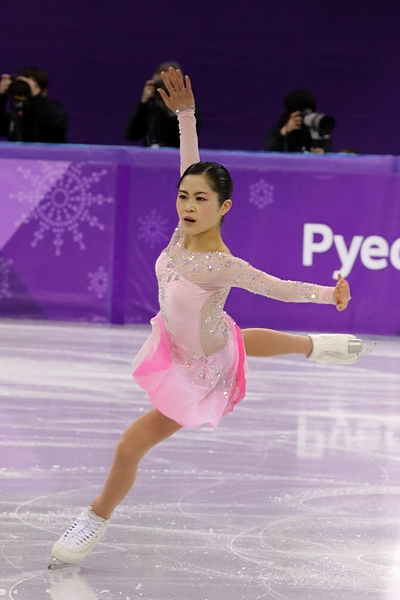
平昌オリンピックのショートプログラム

平昌オリンピック団体戦のショートプログラムでは、上位の中では数少ないクリーンな演技を見せたが、冒頭の3回転ルッツからの連続ジャンプで2本とも回転不足判定を受け、4位と振るわず不安の残る結果となった。この判定を巡って専門家からの指摘もあり、いくつもの疑問の声が湧き上がることとなった。個人戦・女子シングルのショートプログラムでは、懸念されていた冒頭の連続ジャンプを10日あまりの最終調整で克服。ジャンプ、スピン、ステップなど全ての要素で加点を得る完璧な演技を見せ、自己ベストの75.94点を獲得し4位と好スタートを切った。フリーでも完璧な演技でガッツポーズを見せ、三原舞依の持つ日本女子フリー最高得点を塗り替える146.44点を獲得。総合でも自身の持つ日本女子の歴代最高得点を塗り替える222.38点を叩き出す。惜しくも五輪メダル獲得まであと一歩届かなかったが、初出場のオリンピックで4位入賞の好成績を挙げた。演技後「結果は悔しいがやれることは全て出来た。課題もまだあるが、次に繋がると思う」とさらなる目標を見据えた。
世界選手権では、ショートプログラムはステップと3つのスピン全てで最高評価のレベル4を獲得し、演技構成点でも全てにおいて9点台を叩き出し74.36点で3位につけた。フリーでは2つの連続ジャンプの回転不足とサルコウジャンプの転倒などミスもあったが、高い演技構成点でカバーし銅メダルを獲得、銀メダルを獲得した樋口新葉とともにダブル表彰台を飾った。これにより、翌年さいたま市開催予定の世界選手権・女子シングル日本代表は3枠に復活した。

#### 2018–2019シーズン：スケートアメリカ連覇

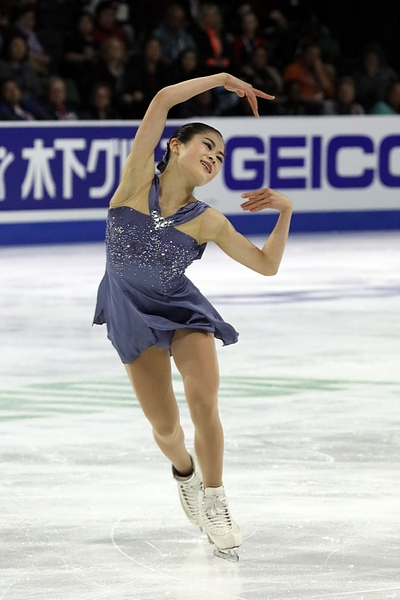
2018年スケートアメリカのショートプログラム

初戦のUSクラシックでは、ショート、フリーで回転不足や転倒などのミスがあるものの自身3度目の優勝を果たす。続くジャパンオープンでは、日本チームとして優勝を飾るも、自身の得点は伸びず不本意な試合となった。GPシリーズ初戦スケートアメリカでは、ショートプログラムで全ての要素で加点を得る演技を披露、73.86点を記録しトップに立つ。フリーもステップでのレベルの取りこぼし以外はミスのない演技で145.85点を記録し、総合得点219.71点で優勝を果たした。連覇を果たすとともに、自身3度目のGPシリーズ優勝を達成した。続くNHK杯では、ショートプログラムで自己ベストの76.08点を叩き出し2位につけるも、フリーでは小さいミスが重なり同門の紀平梨花に次ぐ2位となる。この結果により、4年連続のGPファイナル進出を決めた。GPファイナルのショートプログラムでは、連続ジャンプが単独になるなどのミスがあり6位。フリーでもジャンプの調子を取り戻せず6位となり、総合でも最下位の6位となった。
全日本選手権ではショートプログラムで完璧な演技で首位に立つも、フリーで3回転フリップが2回転になるミスが出る。総合で坂本花織、紀平梨花に続く3位となり、伊藤みどり以来の全日本選手権5連覇とはならなかった。ババリアンオープンでは、ショートプログラムで僅かなミスがあり2位。フリーではいくつかミスが重なったが巻き返して優勝。さいたまで行われた世界選手権ではショートプログラムで連続ジャンプに僅かなミスが出て8位発進。フリーは3連続ジャンプが乱れた以外は完璧な演技を披露しガッツポーズ、総合で6位入賞を果たした。

#### 2019–2020シーズン

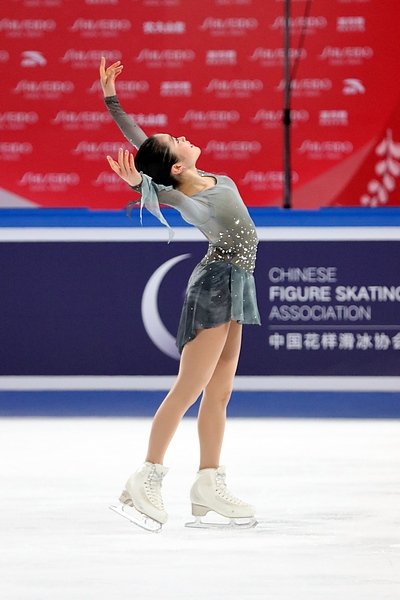
2019年GP中国杯のフリー

メインコーチに、織田信成らを指導したカナダ人のリー・バーケルが加わり、濱田美栄コーチを含めた2人の指導を受けることとなった。初戦となったUSクラシックでは、ショートプログラムでミスのない演技を見せ74.16点で1位発進。フリーでは回転不足などのミスが出たものの1位を守り切り、204.30点で4回目の優勝を果たした。GPシリーズ初戦の中国杯のショートプログラムでは2つの3回転ジャンプで回転不足を取られたものの、68.91点で2位発進となる。フリーでも3つの3回転ジャンプで回転不足を取られたものの高い演技構成点でカバーし、142.27点のシーズンベストをマーク。トータルでもシーズンベストとなる211.18点で2位となった。続くロステレコム杯では、ショートプログラムで冒頭の連続ジャンプでルッツが2回転に抜けてしまい無得点となってしまうミスが響き、63.09点で6位と出遅れる。巻き返しを図ったフリーでは、3回転フリップでの転倒に加えて5つのジャンプで回転不足が取られて得点が伸びず、129.33点。トータルでは192.42点で総合4位となり、日本女子史上初となる5年連続のGPファイナル進出とはならなかった。全日本選手権では、ショートプログラムで2つの3回転ジャンプに回転不足が取られ、70.11点で2位発進。フリーでは多くのジャンプで回転不足を取られたほか、スピン・ステップでも力を出しきれず121.32点。結果は総合4位となり、6年連続の表彰台を逃した。シニアの選手の中では3番手だったことから世界選手権の代表に選ばれたが、2020年の新型コロナウイルス流行の影響で、同大会は中止となった。

#### 2020–2021シーズン
GPシリーズ第2戦のスケートカナダに出場予定だったが、同大会は新型コロナウイルス流行の影響で中止となる。シーズン前半に試合に出られない中、拠点のカナダでは6分間練習から滑走順まで決めるなど試合を想定した練習をこなし、初戦の全日本選手権に臨んだ。全日本選手権では、ショートプログラムでループが2回転になるミスを犯し6位と出遅れたが、フリーでは最後のジャンプの転倒以外は大きなミスなく演技を終え総合3位、2年ぶりの表彰台に上った。世界選手権では、ショートプログラム冒頭のルッツで転倒、連続ジャンプが3回転+1回転になるなどのミスが出て16位と大きく出遅れた。フリーでも2回の転倒、ルッツやループが2回転に抜ける等のミスが相次ぎ1、総合で自己最低順位の19位となった。

#### 2021–2022シーズン
ショートプログラムは2018–2019シーズンに使用した『小雀に捧げる歌』、フリーは先シーズンに続き『トスカ』を使用し、自身3度目のオリンピックシーズンに挑んだ。10月のジャパンオープンでは試合で初めて3回転アクセルに挑戦。転倒して失敗に終わり、得点も119.69点と伸び悩んだ。GPシリーズ第1戦スケートアメリカに出場。ショートプログラムでは2回転アクセル以外のジャンプで回転不足が取られ8位、フリーでも回転不足や踏切エラーなど細かいミスがあり、総合7位となった。2戦目のイタリア大会ではショートプログラムで首位と2.67点差の4位発進。フリーでは5位となり、4位の三原舞依に続いて総合5位となった。
北京オリンピック代表選考会を兼ねた全日本選手権では、ショートプログラムで3位と僅差の4位につけるも、フリーでは後半のジャンプで転倒するなどのミスを犯し総合5位、北京オリンピック代表を逃した。1月の四大陸選手権代表には選ばれたが、その後体調不良のため欠場を発表した。

### 現役引退・プロ転向
2022年3月26日、自身のブログ・Instagramで現役引退を発表。引退後はプロスケーターに転身することもあわせて発表した。
2023年10月のジャパンオープンでは1日限定で競技に復帰し、新プログラム『ロミオとジュリエット』を演じた。
2024年の日本スケート連盟役員改選で理事に就任した。
2024年11月のNHK杯の女子シングル中継放送では自身初となる解説者として出演。さらに男子シングルの表彰式ではプレゼンターを務めた。

## 技術・演技
アクセルを除く5種類の3回転ジャンプを跳ぶことができる。｢ミス･パーフェクト｣ やTBSテレビのあさチャンでは、あさチャンファミリーとして｢安心と信頼の知子さん｣、海外からは小柄な体格から｢TinyQueen｣などの名をもつ。非常にジャンプ、スピン、ステップなどすべてのエレメンツで安定している選手である。

### 両回転のジャンプとスピン
スケートを始めた当時は逆回転（時計回り）のジャンプを跳んでいた。しかし逆回転のジャンプは軸が曲がっていた ため、帰国後に2年くらい時間をかけて順回転（反時計回り）に矯正した。今でも逆回転のダブルジャンプもスピンもできる。左右両回転のコンビネーションスピンはもはや宮原の代名詞となっており、大きな見せどころである。
また、レイバックスピンはレベル4、GOE 1.50という満点の加点が付くことが度々あるほど評価が高い。

### ジャンプ
ルッツジャンプの正確なアウトエッジの踏切はジョゼ・シュイナールに指導をしてもらった経緯がある。
フリップについてはアテンションやエラーの判定を受けることがある。
コンビネーションジャンプは3回転ルッツ-3回転トウループ、2回転アクセル-3回転トウループを跳ぶことができる。練習では2回転アクセル-3回転ループ、
3回転サルコウ-3回転トウループもやっており、ジュニア時代では３回転フリップ-3回転トウループも跳んでいたことがある。特に2回転アクセル-3回転トウループはフリーで演技後半に2回入れていたシーズンもあり、2016年四大陸選手権のフリーでは2つともGOE1.40の高い加点が付いた。2018年世界選手権後、3回転アクセル、3回転ルッツ-3回転ループの習得に意欲を見せている。

### 課題
宮原は2013年世界ジュニアにおいて、ショートおよびフリーで実施した10回の3回転ジャンプのうち、9回もの回転不足判定を受けた。得意としていた3回転ルッツのエッジエラー判定も含め、宮原のコーチでもある田村岳斗は自身のブログ上でジャッジ批判を展開し物議を醸した。この判定の対処として、2013年7月にイリヤ・クーリックにジャンプの高さ改善のため指導を受けている。その後、回転不足の判定は少なくなり、2015年のグランプリファイナルで初めて全ての回転が認められるに至った。2016-17シーズンの故障を経て、復帰後の2017-18シーズンは、長期休養の影響もありスケートアメリカ以外の全ての大会で3回転ルッツからのコンビネーションで回転不足判定を受けるなど課題が浮上した。四大陸選手権を前に爪先着氷による回転不足判定を回避するため中央で着氷する"ミッドフット着氷"の習得に着手している。平昌五輪個人戦直前に助走時の上半身の動きを修正すること、セカンドジャンプの直前に溜めをつくることで克服することに成功した。2018年5月、ルール改正に対応するためジスラン・ブリアンにジャンプ指導を仰ぎ、質の向上を目指している。
表現面においては、2013年9月のアルメニア強化合宿でステファン・ランビエールに指導を受け情熱の表現に磨きをかけた。また、2016年7月には世界的なバレリーナである吉田都に指導を受けた。シーズン中の演技構成点を向上させることに成功した。
ステップでは、常時GOEで高い加点を得るほど評価が高いが、2016年スケートカナダでリンクカバーの狭さからノーカウントによる無得点となるという競技会でも珍しい判定を受けたこともあった。

### 詳細

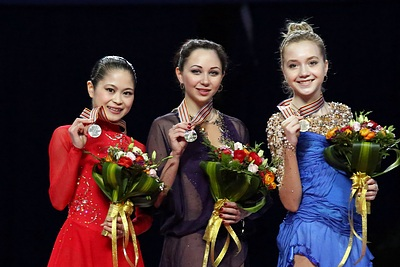
2015年世界フィギュアスケート選手権 銀メダル

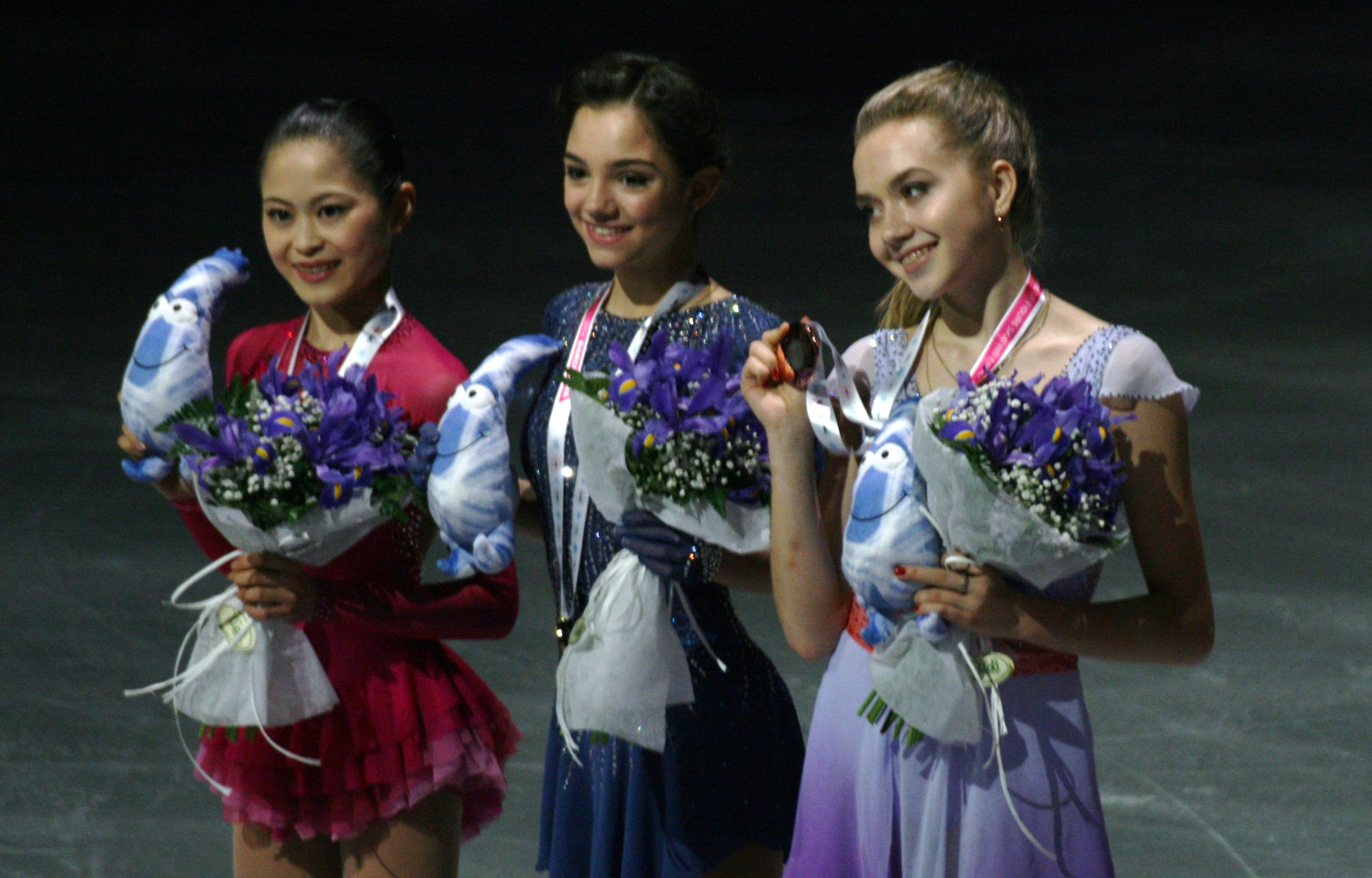
2015年グランプリファイナル 銀メダル

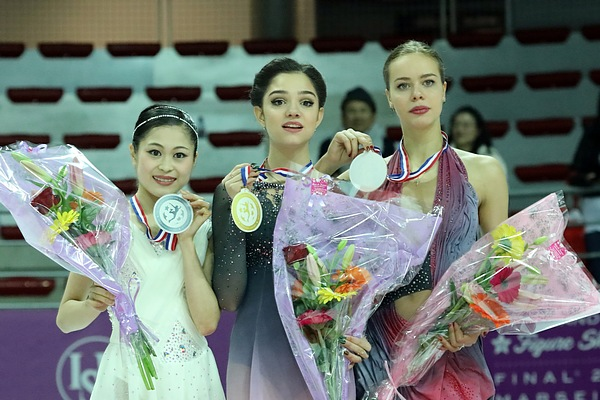
2016年グランプリファイナル 銀メダル

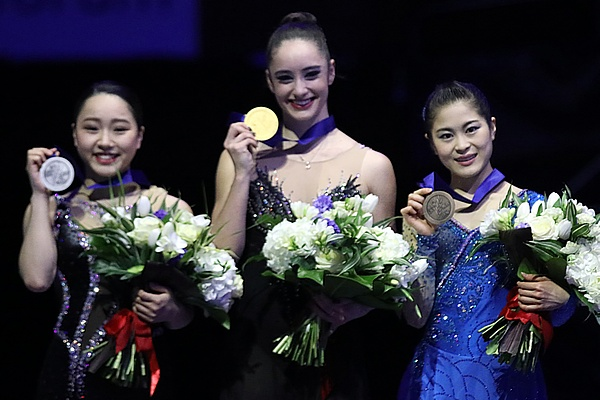
2018年世界フィギュアスケート選手権 銅メダル

## 主な戦績
| 国際大会                                                         | 国際大会 | 国際大会 | 国際大会 | 国際大会 | 国際大会 | 国際大会 | 国際大会 | 国際大会 | 国際大会 | 国際大会 | 国際大会 | 国際大会 | 国際大会 | 国際大会 | 国際大会 |
| 大会/年                                                          | 2009-10  | 10-11    | 11-12    | 12-13    | 13-14    | 14-15    | 15-16    | 16-17    | 17-18    | 18-19    | 19-20    | 20-21    | 21-22    | 22-23    | 23-24    |
| ---------------------------------------------------------------- | -------- | -------- | -------- | -------- | -------- | -------- | -------- | -------- | -------- | -------- | -------- | -------- | -------- | -------- | -------- |
| 冬季オリンピック                                                 |          |          |          |          |          |          |          |          | 4        |          |          |          |          |          |          |
| 世界選手権                                                       |          |          |          |          |          | 2        | 5        | 棄権     | 3        | 6        | 中止     | 19       |          |          |          |
| 四大陸選手権                                                     |          |          |          |          | 2        | 2        | 1        | 棄権     | 3        |          |          |          | 欠場     |          |          |
| GPファイナル                                                     |          |          |          |          |          |          | 2        | 2        | 5        | 6        |          |          |          |          |          |
| GPNHK杯                                                          |          |          |          |          | 5        | 3        | 1        | 2        | 5        | 2        |          |          |          |          |          |
| GPロシア杯                                                       |          |          |          |          | 5        |          |          |          |          |          | 4        |          |          |          |          |
| GPスケートアメリカ                                               |          |          |          |          |          |          | 3        |          | 1        | 1        |          |          | 7        |          |          |
| GPスケートカナダ                                                 |          |          |          |          |          | 3        |          | 3        |          |          |          | 中止     |          |          |          |
| GP中国杯                                                         |          |          |          |          |          |          |          |          |          |          | 2        |          |          |          |          |
| GPイタリア                                                       |          |          |          |          |          |          |          |          |          |          |          |          | 5        |          |          |
| CS USクラシック                                                  |          |          |          |          |          |          | 1        | 1        |          | 1        | 1        |          |          |          |          |
| CS ロンバルディアトロフィー                                      |          |          |          |          |          | 1        |          |          |          |          |          |          |          |          |          |
| ババリアンオープン                                               |          |          |          |          |          |          |          |          |          | 1        | 1        |          |          |          |          |
| ガルデナスプリング杯                                             |          |          |          |          | 1        |          |          |          |          |          |          |          |          |          |          |
| アジアフィギュア杯                                               |          |          |          | 1 J      | 1        |          |          |          |          |          |          |          |          |          |          |
| 世界ジュニア選手権                                               |          |          | 4 J      | 7 J      | 4 J      |          |          |          |          |          |          |          |          |          |          |
| JGPファイナル                                                    |          |          |          | 5 J      |          |          |          |          |          |          |          |          |          |          |          |
| JGPボスポラス                                                    |          |          |          | 3 J      |          |          |          |          |          |          |          |          |          |          |          |
| JGPレークプラシッド                                              |          |          |          | 1 J      |          |          |          |          |          |          |          |          |          |          |          |
| JGPワルテル・ロンバルディ杯                                      |          |          | 5 J      |          |          |          |          |          |          |          |          |          |          |          |          |
| JGPバルティック杯                                                |          |          | 2 J      |          |          |          |          |          |          |          |          |          |          |          |          |
| 国内大会                                                         |          |          |          |          |          |          |          |          |          |          |          |          |          |          |          |
| 全日本選手権                                                     |          |          | 6        | 3        | 4        | 1        | 1        | 1        | 1        | 3        | 4        | 3        | 5        |          |          |
| 全日本ジュニア選手権                                             | 4 J      | 4 J      | 1 J      | 1 J      |          |          |          |          |          |          |          |          |          |          |          |
| 団体戦                                                           |          |          |          |          |          |          |          |          |          |          |          |          |          |          |          |
| 冬季オリンピック                                                 |          |          |          |          |          |          |          |          | 5        |          |          |          |          |          |          |
| 世界国別対抗戦                                                   |          |          |          |          |          | T3/P5    |          |          |          |          |          |          |          |          |          |
| チームチャレンジカップ                                           |          |          |          |          |          |          | 3        |          |          |          |          |          |          |          |          |
| ジャパンオープン                                                 |          |          |          |          |          | 3        | 1        | 1        |          | 1        | 2        |          |          |          | 1        |
| 表記なし = シニア J = ジュニア ・・・ISU選手権・ISU主催大会・GPS |          |          |          |          |          |          |          |          |          |          |          |          |          |          |          |

## プログラム
| シーズン  | ショートプログラム | フリースケーティング | エキシビジョン |
| --------- | --- | --- | --- |
| 2021-2022 | 小雀に捧げる歌 （パトリシア･カース『カース・シャントゥ・ピアフ』収録） 作曲：Abel Korzeniowski 振付：ローリー・ニコルリラ・アンジェリカ 曲：ウィリアム・オルウィン 振付：ジェフリー・バトル | トスカ 振付：ローリー・ニコル | |
| 2020-2021 | グノシエンヌ第一番 メタモルフォーシスⅡ 振付：ステファン・ランビエール | トスカ 振付：ローリー・ニコル | Yalla 曲：Zwirek Tabla & Percussion Solo 曲：Bashir Abdel Aal Egyptian Disco (Buddha Bar edit) 曲：DJ Disse, David Visan 振付：ブノワ・リショー     |
| 2019-2020 | Yalla 曲：Zwirek Tabla & Percussion Solo 曲：Bashir Abdel Aal Egyptian Disco (Buddha Bar edit) 曲：DJ Disse, David Visan 振付：ブノワ・リショー                                             | 映画『シンドラーのリスト』メインテーマ 前奏曲嬰ハ短調 (ラフマニノフ) ハティクヴァ(間奏) 編曲・演奏：ジョン・ベイレス 振付：ローリー・ニコル                     | グノシエンヌ第一番 メタモルフォーシスⅡ 振付：ステファン・ランビエール                                                                               |
| 2018-2019 | 小雀に捧げる歌 （パトリシア･カース『カース・シャントゥ・ピアフ』収録） 作曲：Abel Korzeniowski 振付：ローリー・ニコル                                                                       | Invierno Porteño （ブエノスアイレスの冬） 作曲：アストル・ピアソラ ヴァイオリン協奏曲「四季」より「冬」 作曲：アントニオ・ヴィヴァルディ 振付：トム・ディクソン | Bella Donna Twist （シルク・ド・ソレイユ『キュリオス - キャビネット・オブ・キュリオシティズ』より） 作曲：Bob&Bill                                  |
| 2017-2018 | 映画『SAYURI』より 作曲：ジョン・ウィリアムズ 振付：ローリー・ニコル | 歌劇『蝶々夫人』より 作曲：ジャコモ・プッチーニ 振付：トム・ディクソン                                                                                          | アランフェス協奏曲 作曲：ホアキン・ロドリーゴ |
| 2016-2017 | 歌劇『ラ・ボエーム』より ムゼッタのワルツ 作曲：ジャコモ・プッチーニ 振付：ローリー・ニコル                                                                                                 | 『組曲 惑星』より 作曲：グスターヴ・ホルスト 映画『スター・ウォーズ』より 作曲：ジョン・ウィリアムズ 振付：トム・ディクソン                                     | ヘルナンドの隠れ家 作曲：ジェリー・ロス 振付：ステファン・ランビエールOne More Try ボーカル：ブレナ・ウィテカー                                     |
| 2015-2016 | ファイヤー・ダンス 『リバーダンス』より 作曲：ビル・ウィーラン 振付：トム・ディクソン | ため息 作曲：フランツ・リスト 振付：ローリー・ニコル | Pennies from Heaven 振付：ジェフリー・バトル翼をください ボーカル：ヘイリー・ウェステンラ 振付：ステファン・ランビエール                            |
| 2014-2015 | オペラ『魔笛』より 作曲：ヴォルフガング・アマデウス・モーツァルト 振付：ローリー・ニコル | ミス・サイゴン 作曲：クロード＝ミシェル・シェーンベルク ボーカル：レア・サロンガ 振付：トム・ディクソン                                                         | The Man I Love by ラリー・アドラー シング・シング・シング by ルイ・プリマLet Her Go ボーカル：ジャスミン・トンプソン 振付：ステファン・ランビエール |
| 2013-2014 | 映画｢戦場のメリークリスマス｣より (メリークリスマス ミスターローレンス) 作曲：坂本龍一 振付：カタリナ・リンデン                                                                              | ポエタ 作曲：ビセンテ・アミーゴ 振付：トム・ディクソン | ソレース by ヴァネッサ・メイ |
| 2012-2013 | 白鳥 作曲：カミーユ・サン＝サーンス 振付：カタリナ・リンデンワルツ『春の声』 作品410 作曲：ヨハン・シュトラウス2世 振付：宮本賢二                                                           | ロミオとジュリエット ／ アダージョ 作曲：ニーノ・ロータ ／ 作曲：トマゾ・アルビノーニ 振付：トム・ディクソン                                                    | ワルツ『春の声』 作品410 作曲：ヨハン・シュトラウス2世白鳥 作曲：カミーユ・サン＝サーンスマンボ                                                     |
| 2011-2012 | ポル・ウナ・カベサ 映画『セント・オブ・ウーマン』より 作曲：トーマス・ニューマン 振付：宮本賢二                                                                                             | マザーグース組曲 (マ・メール・ロワ) 作曲：モーリス・ラヴェル 振付：トム・ディクソン                                                                             | サンパティーク (ジュ・ヌ・ヴ・パ・トラヴァイエ) by ピンク・マルティーニ                                                                             |

## ISU シーズンベスト
| ISU シーズンベスト | ISU シーズンベスト | ISU シーズンベスト | ISU シーズンベスト | ISU シーズンベスト |
| シーズン           | 順位               | 得点               | ショート           | フリー             |
| ------------------ | ------------------ | ------------------ | ------------------ | ------------------ |
| 2018-2019          | 10位               | 219.71             | 76.08              | 145.85             |
| 2017-2018          | 5位                | 222.38             | 75.94              | 146.44             |
| 2016-2017          | 2位                | 218.33             | 74.64              | 143.69             |
| 2015-2016          | 3位                | 214.91             | 72.48              | 142.43             |
| 2014-2015          | 4位                | 193.60             | 67.02              | 129.12             |
| 2013-2014          | 13位               | 186.53             | 63.57              | 126.26             |
| 2012-2013          | 23位               | 161.65             | 54.76              | 108.14             |
| 2011-2012          | 20位               | 162.20             | 56.46              | 105.74             |

## 指定選手歴
JSF特別強化選手(2019-20)(2018-19)(2017-18)(2016-17)(2015-16)(2014-15)(2013-14)
JSF強化選手A(2012-13)
JSF強化選手B(2011-12)
JOCオリンピック強化指定選手(平成24年度)

## 表彰歴
- 京都府スポーツ特別栄誉賞（2015年[122]、2018年[123]）
- 京都市スポーツ最高栄誉賞（2015年[124]、2018年[125]）
- 上月スポーツ賞（2015年[126]、2016年[127]、2017年[128]、2018年[129]）
- 関西スポーツ賞（2016年[130]）
- 感動大阪賞（2018年[131]）
- 吹田市長賞（2018年[132]）
- 高槻市特別功労賞（2018年[133]）
- 関西大学：学長表彰（2018年[134]）、文学部特別表彰（2018年[134]）、体育振興大島鎌吉スポーツ文化賞（2020年[135]）